# Trabajo 4.0

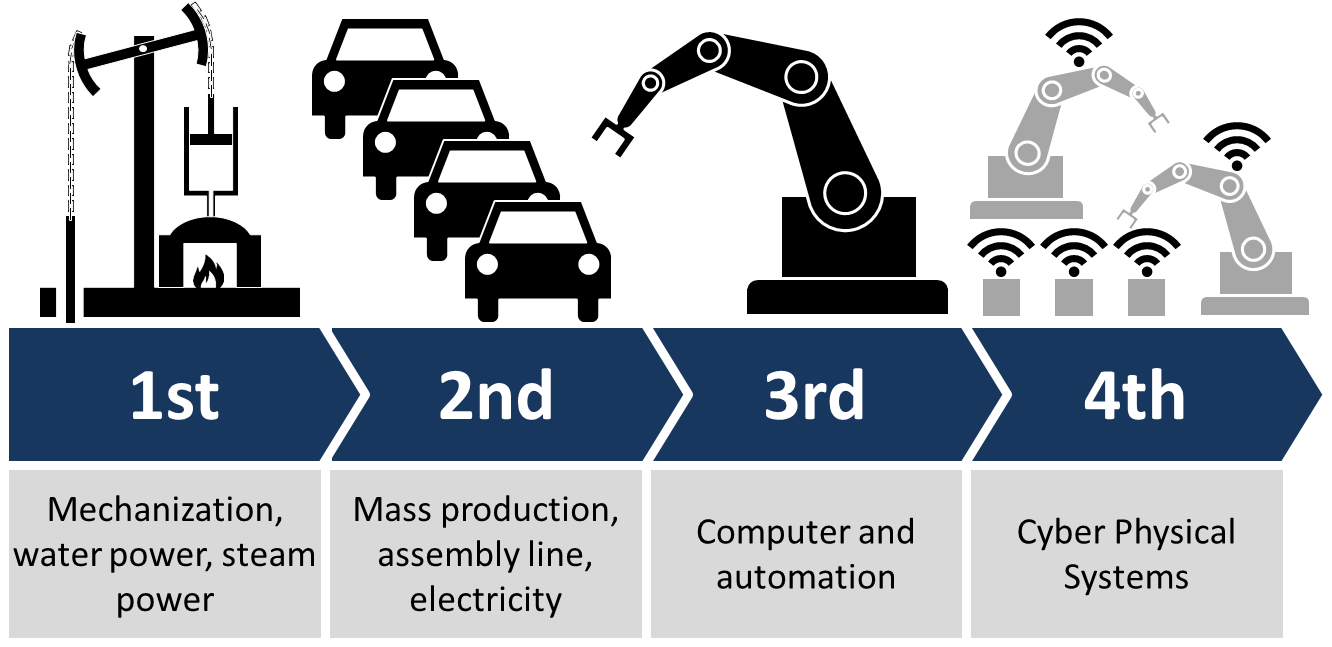
Diagrama de las primeras cuatro revoluciones industriales sucesivas: (1) Mecanización, energía hidráulica, energía eléctrica; (2) Producción en masa, línea de montaje, electricidad; (3) Informática y automatización; (4) Sistema ciberfísico.

La zona denominada
Creciente Fértil, origen de la Revolución Neolítica inicial, y posteriormente de las primeras civilizaciones históricas.

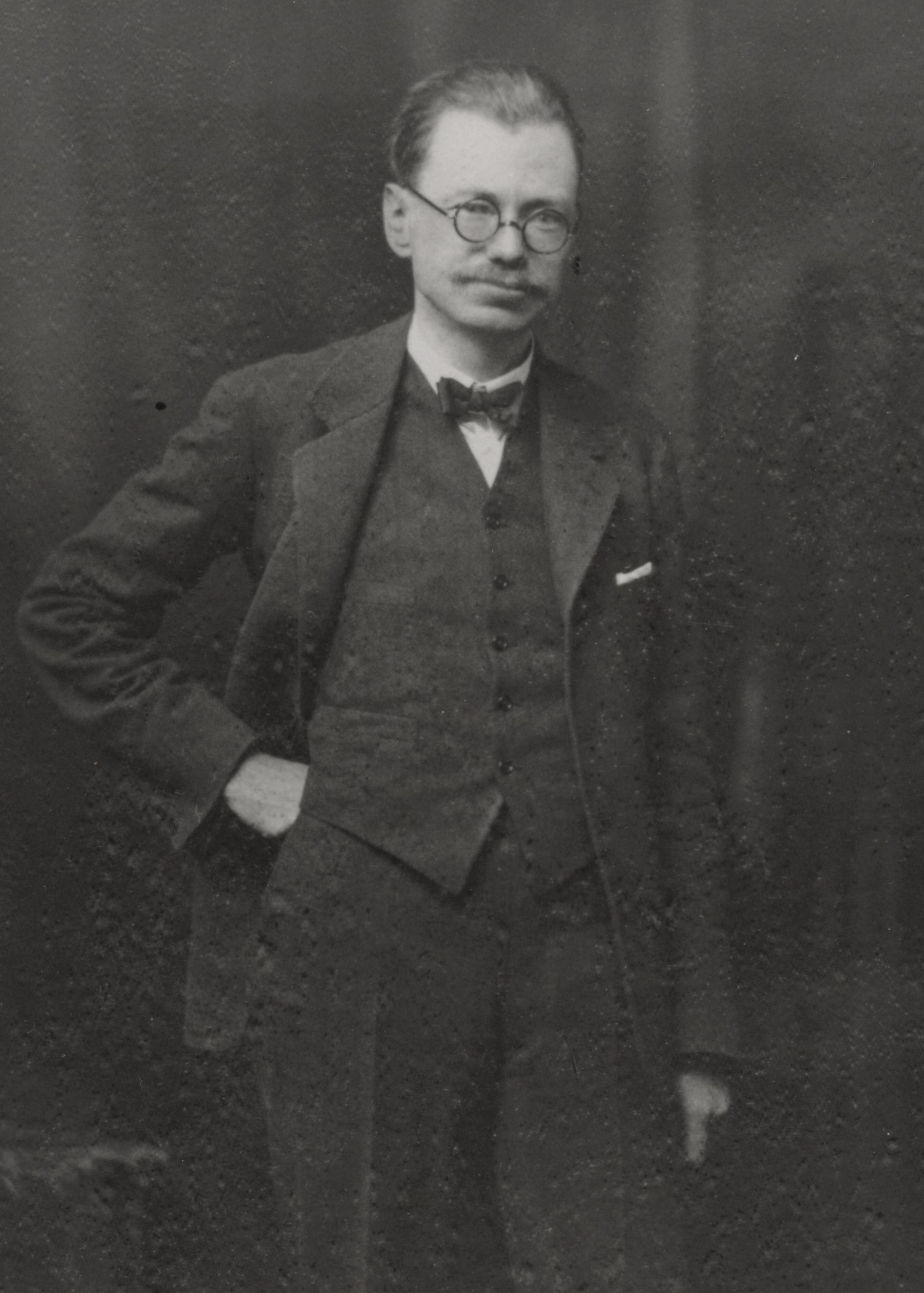
Retrato de Vere Gordon Childe, quien en 1941 acuñó el término Revolución Neolítica, para referirse al inicio de un cambio importante en la forma de vida de los humanos, al concretarse, como un paso decisivo, la agricultura, la domesticación animal, y la cría de ganado.

Trabajo 4.0 (en alemán: Arbeit 4.0, en inglés: Work 4.0) es el paraguas conceptual o marco conceptual a través del cual se discute el futuro del trabajo en Alemania y, en cierta medida, también dentro de la propia Unión Europea. Obviamente, estas ideas e investigaciones, asimismo han servido y sin duda servirán de base para el desarrollo de esta temática en otros países y otras regiones.
Precisamente allí, en esos documentos que vienen de ser aludidos, entre otras cosas se discute y se analiza cómo el mundo del trabajo podría cambiar en las siguientes dos décadas, o sea, al aproximarse el año 2030. El objetivo que así esencialmente se busca alcanzar, sería pues discutir, analizar, e imaginar, cómo el mundo del trabajo podría adaptarse y dar respuestas a los desarrollos de la naciente Industria 4.0 y al uso creciente de la digitalización.
Estas ideas fueron inicialmente introducidas en noviembre de 2015 por el Ministerio Federal de Trabajo y Asuntos Sociales (BMAS) de Alemania, a través del informe titulado Arbeit neu erfinden
(en inglés Re-imagining work o  Reinventing work ; en español Reimaginando el trabajo o Reinventando el trabajo).
Desde entonces, esta tarea también ha sido asumida por algunos sindicatos en Alemania, como por ejemplo la Deutscher Gewerkschaftsbund (DGB). Y también por ciertas asociaciones industriales como la VDMA (Verband Deutscher Maschinen und Anlagenbau).

## Marco conceptual
Desde el punto de vista conceptual, “Work 4.0” (“Trabajo 4.0”) refleja la cuarta fase actual de las relaciones laborales, precedida por el nacimiento de la sociedad industrial y las primeras organizaciones de trabajadores a fines del siglo XVIII (“Work 1.0”), el comienzo de la producción en masa y del estado de bienestar hacia fines del siglo XIX (“Work 2.0”), y el advenimiento de la globalización, la digitalización y la transformación de la economía social de mercado a partir de la década de 1970 (“Work 3.0”).
Asimismo, se caracteriza al “Work 4.0” (“Trabajo 4.0”) por un alto grado de integración y cooperación, el uso de tecnologías digitales como por ejemplo Internet, y el aumento en relación con los acuerdos y las investigaciones sobre trabajo flexible.
Los impulsores del “Trabajo 4.0” consideran y asimismo incluyen la digitalización, la globalización, el cambio demográfico (envejecimiento, migración) y también el cambio cultural.
Los desafíos que se plantean incluyen : (i) la transformación de los sectores y actividades económicas, y sus efectos en el empleo ; (ii) la creación de nuevos mercados y nuevas formas de trabajo a través de plataformas digitales ; (iii) los problemas asociados con Big Data (por ejemplo, protección de datos) ; (iv) la relación entre el uso de mano de obra humana y mecánica (mejora de capacidades frente a descalificación, devaluación de la experiencia, apoyo individual frente a la supervisión del comportamiento) ; (v) la posibilidad de condiciones de trabajo flexibles con respecto al tiempo y al lugar ; (vi) los cambios profundos en las estructuras de las organizaciones.
En respuesta a estos desafíos, el BMAS ha desarrollado una "visión para empleos de calidad en la era digital", basada en políticas tales como pasar de  desempleo a seguro de empleo, así como también la promoción del autocontrol, lo que determinó acuerdos flexibles en tiempo de trabajo, y mejoras en las condiciones de trabajo del sector de servicios, y nuevos enfoques ergonómicos para salud y seguridad ocupacional, y altos estándares en los empleados en cuanto a protección de datos, y la codeterminación y participación de los interlocutores sociales en relaciones laborales, y la mejor protección social para los trabajadores por cuenta propia (Freelance), y el comienzo de un diálogo europeo sobre el futuro del estado del bienestar.

## Análisis del Banco Mundial
El Informe del Banco Mundial sobre el Desarrollo mundial 2019, argumenta que se necesita un nuevo contrato social para convenientemente abordar transiciones laborales más extendidas en el tiempo.
Cabe destacar que autores como por ejemplo Simeon Djankov y Federica Saliola, documentan extensamente sobre países y compañías que han creado nuevas e innovadoras formas de brindar seguro social a los trabajadores.